# ميتشل أوفييدو
ميتشل أوفييدو (بالإسبانية: Mitchel Oviedo)‏ هو لاعب كرة قدم مكسيكي في مركز الوسط، ولد في 7 يوليو 1988 في مدينة فيراكروز في المكسيك. شارك مع منتخب المكسيك تحت 17 سنة لكرة القدم. أما مع النوادي، فقد لعب مع تيبورونيس روخوس دي فيراكروز ونادي غوادالاخارا.

## وصلات خارجية
- ميتشل أوفييدو على موقع قاعدة بيانات كرة القدم.إي يو (الإنجليزية)
- ميتشل أوفييدو على موقع AS.com (الإسبانية)